# Parafia św. Franciszka z Asyżu w Zajączkach
Parafia św. Franciszka z Asyżu w Zajączkach – parafia rzymskokatolicka, znajdująca się w archidiecezji częstochowskiej, w dekanacie Krzepice.
W lutym 2023 kościół parafialny wpisano do rejestru zabytków (nr rej. A/1131/23).

## Wspólnoty parafialne
- Akcja Katolicka - parafialny odział
- Żywy Różaniec
- Domowy Kościół
- Oaza młodzieżowa
- Ministranci
- Dzieci Maryi
- Schola
- Trzeci zakon św. Franciszka i Bractwo Świętego Rocha
- Parafialna Rada Duszpasterska[4]